# Oldsmobile LSS
Der Oldsmobile LSS  war ein PKW der oberen Mittelklasse, das von 1996 bis 1999 von Oldsmobile, einer Marke von General Motors, gebaut wurde. Bis 1995 war der Eighty-Eight Royale LSS Teil der Modellreihe 88; dann stellte der LSS eine eigene Modellreihe dar.

## Übersicht
Er war nur als viertürige Limousine erhältlich und hatte serienmäßig einen V6-Ottomotor mit 3791 cm³ Hubraum, der eine Leistung von 205 bhp (151 kW) bei 5200/min. ab. Er konnte auf Wunsch auch mit einem Kompressormotor gleicher Größe ausgestattet, der 225 bhp (168 kW; später 240 bhp/179 kW) leistete. In jedem Fall besaß der LSS in 4-stufiges, elektronisch geregeltes Automatikgetriebe, ABS, Traktionskontrolle und zwei Airbags.

Ab 2001 beerbte der Aurora der zweiten Serie den LSS.

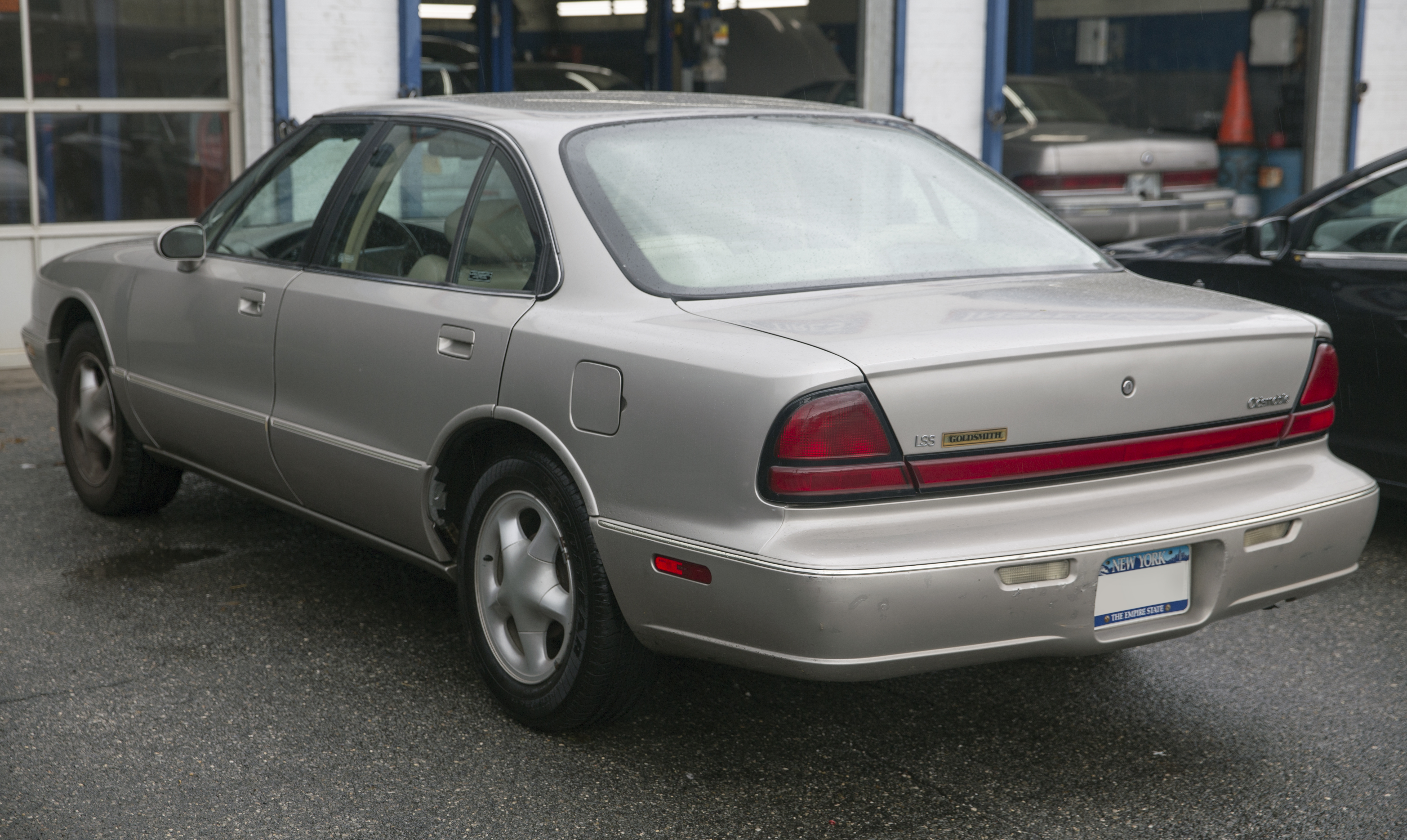
Heckansicht
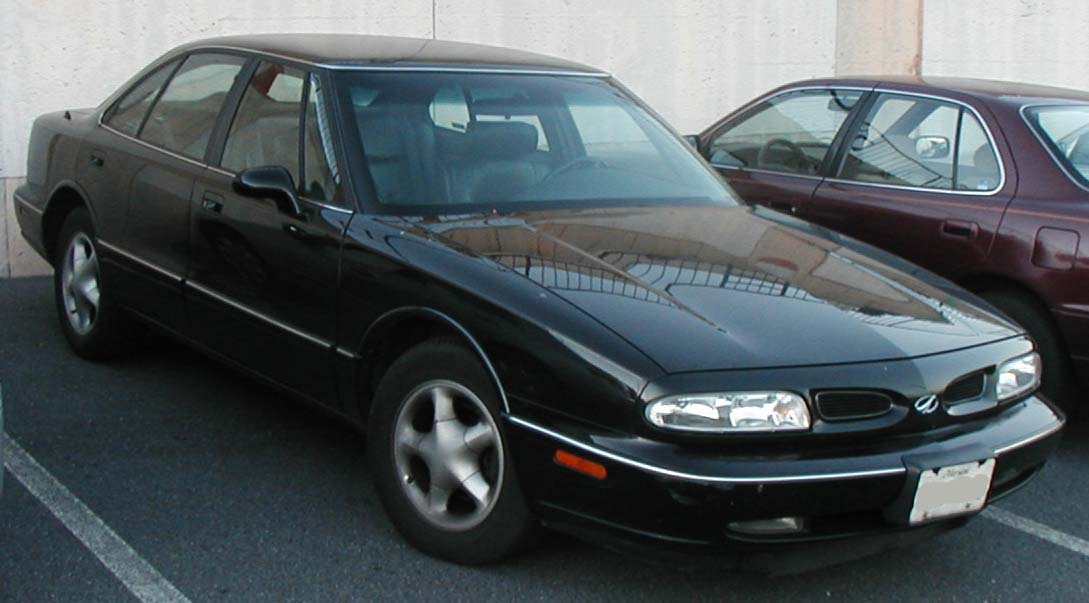
Vorgänger: Eighty-Eight Royale LSS